# Witali Walerjewitsch Makarow
Witali Walerjewitsch Makarow (russisch Виталий Валерьевич Макаров; * 23. Juni 1974 in Teguldet) ist ein ehemaliger russischer Judoka, der im Leichtgewicht antrat. Er gewann eine olympische Silbermedaille und war 2001 Weltmeister.

## Sportliche Karriere
Makarow war 1994 Juniorenweltmeister und gewann die Silbermedaille bei den Junioreneuropameisterschaften. 1995 gewann er seinen ersten russischen Meistertitel. 1997 belegte er mit der russischen Mannschaft den dritten Platz bei den Mannschaftseuropameisterschaften. 1998 war er Fünfter bei den Europameisterschaften. 1997 und 1998 gewann er bei den russischen Meisterschaften jeweils gegen Anatoli Larjukow. Bei den Europameisterschaften 1999 verlor Makarow früh gegen den Esten Aleksei Budõlin, kämpfte sich dann aber mit drei Siegen in der Hoffnungsrunde zur Bronzemedaille durch, im Kampf um Bronze besiegte er den Deutschen Martin Schmidt. Bei den Weltmeisterschaften 1999 in Birmingham erreichte er das Finale durch einen Sieg über den Ungarn Miklós Illyés, im Finale unterlag er dem US-Judoka Jimmy Pedro. Im Mai 2000 gewann Makarow die Silbermedaille bei den Europameisterschaften nach einer Finalniederlage gegen den Portugiesen Michel Almeida. Bei den Olympischen Spielen 2000 in Sydney schied Makarow nach der Auftaktniederlage gegen den Kasachen Asqat Schacharow aus. Ende 2000 gewann Makarow seinen vierten russischen Meistertitel.
Bei den Weltmeisterschaften 2001 in München besiegte Makarow im Halbfinale den Polen Krzysztof Wiłkomirski und im Finale den Japaner Yūsuke Kanamaru und gewann seinen wichtigsten Titel. 2003 gewann Makarow seinen fünften russischen Meistertitel. Bei den Weltmeisterschaften 2003 in Osaka unterlag er im Halbfinale dem Franzosen Daniel Fernandes, im Kampf um Bronze besiegte er den Usbeken Egamnazar Akbarov.  Bei den Olympischen Spielen 2004 besiegte er Fernandes im Halbfinale. Im Finale unterlag er dem Südkoreaner Lee Won-hee. Seine internationale Karriere endete 2006.
Nach dem Ende seiner Karriere war Makarow als Judotrainer erfolgreich, er betreute als russischer Nationaltrainer Weltmeister und Olympiasieger.